# Eburiaca
Eburiaca is een kevergeslacht uit de familie van de boktorren (Cerambycidae). De wetenschappelijke naam van het geslacht werd voor het eerst geldig gepubliceerd in 2000 door Martins.

## Soorten
Eburiaca is monotypisch en omvat slechts de volgende soort:
- Eburiaca sinopia Martins, 2000